# Eskadra (marynarka wojenna)

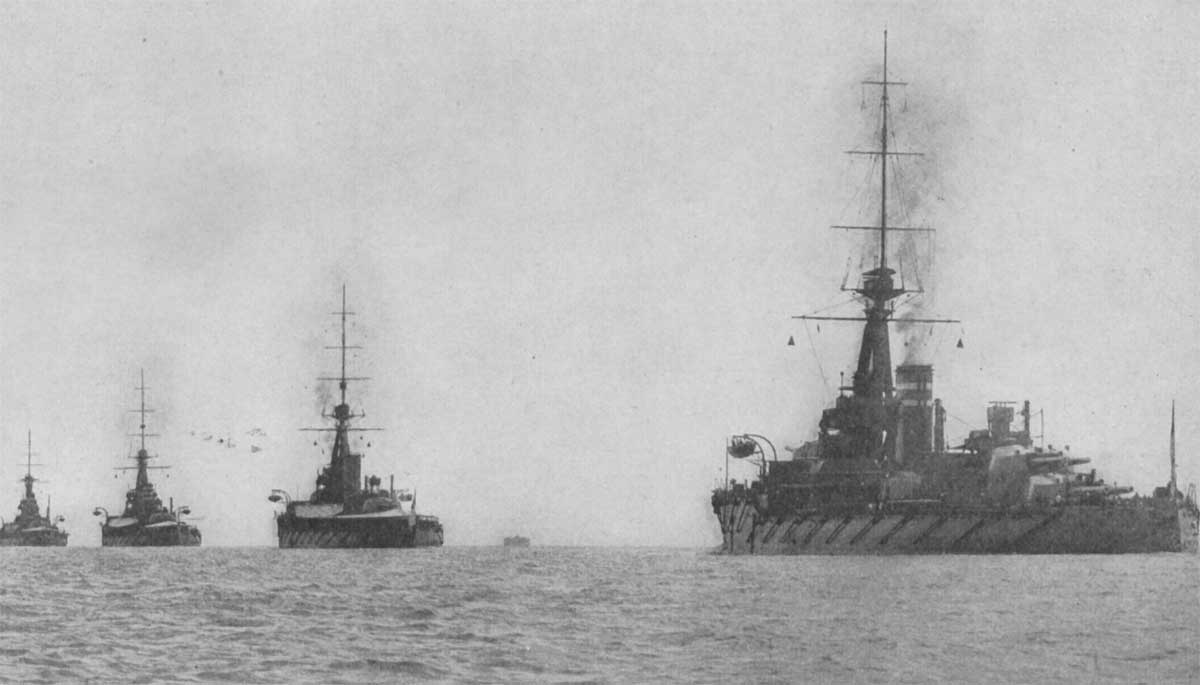
Royal Navy 2 Eskadra, 1916

Eskadra – zespół okrętów jednego lub zbliżonego rodzaju (najczęściej niszczycieli).
Ze względu na postęp techniczny i mniejsze zmasowanie użycia okrętów określenie to ma coraz częściej znaczenie historyczne. Niektóre marynarki wojenne jednak mają wciąż tego typu związki taktyczne, np. w US Navy eskadry niszczycieli (Destroyer Squadron).